# Вудленд (Міннесота)
Вудленд (англ. Woodland) — місто (англ. city) в США, в окрузі Ганнепін штату Міннесота. Населення — 384 особи (2020).

## Географія
Вудленд розташований за координатами 44°57′12″ пн. ш. 93°30′52″ зх. д. / 44.95333° пн. ш. 93.51444° зх. д. (44.953306, -93.514403).  За даними Бюро перепису населення США в 2010 році місто мало площу 1,60 км², з яких 1,50 км² — суходіл та 0,10 км² — водойми.

## Демографія
Згідно з переписом 2010 року, у місті мешкало 437 осіб у 169 домогосподарствах у складі 138 родин. Густота населення становила 273 особи/км².  Було 189 помешкань (118/км²).
Расовий склад населення:
| - 98,2 % — білих - 0,5 % — азіатів - 0,2 % — чорних або афроамериканців |

До двох чи більше рас належало 0,9 %. Частка іспаномовних становила 2,3 % від усіх жителів.
За віковим діапазоном населення розподілялося таким чином: 22,9 % — особи молодші 18 років, 58,3 % — особи у віці 18—64 років, 18,8 % — особи у віці 65 років та старші. Медіана віку мешканця становила 51,8 року. На 100 осіб жіночої статі у місті припадало 98,6 чоловіків;  на 100 жінок у віці від 18 років та старших — 101,8 чоловіків також старших 18 років.
Середній дохід на одне домашнє господарство  становив 319 727 доларів США (медіана — 178 000), а середній дохід на одну сім'ю — 351 544 долари (медіана — 202 500). Медіана доходів становила 145 625 доларів для чоловіків та 85 250 доларів для жінок. За межею бідності перебувало 2,9 % осіб, у тому числі 0,0 % дітей у віці до 18 років та 4,8 % осіб у віці 65 років та старших.
Цивільне працевлаштоване населення становило 207 осіб. Основні галузі зайнятості: науковці, спеціалісти, менеджери — 23,7 %, фінанси, страхування та нерухомість — 21,3 %, освіта, охорона здоров'я та соціальна допомога — 11,1 %, роздрібна торгівля — 10,6 %.